# Paul Verlaine
Paul Marie Verlaine (Metz, 30 de março de 1844 – Paris, 8 de janeiro de 1896) foi um poeta e crítico literário francês, considerado um dos principais representantes do decadentismo e do simbolismo, sendo também reconhecido como um dos fundadores da poesia moderna. Seus poemas eram marcados pela atenção ao ritmo, à sonoridade e à projeção sensitiva de imagens poéticas e pela recusa ao emprego de artifícios de argumentação e comoção retórica, na busca por uma poesia pura.
Ele inicia na poesia publicando sua primeira coleção, Poèmes saturniens em 1866, aos 22 anos. Sua vida foi virada de cabeça para baixo quando ele conheceu Arthur Rimbaud, em setembro de 1871, a vida amorosa tumultuada e errante na Inglaterra e na Bélgica levou-os a uma cena violenta: em Bruxelas, Verlaine, com um revólver, machucou o pulso daquele que ele chama de seu "marido infernal". Verlaine foi julgado e condenado, passando dois anos na prisão, reconectando-se ao catolicismo de sua infância e escrevendo poemas que apareceram em suas seguintes coleções: Sagesse (1880), Jadis et Naguère (1884) e Parallel (1889). Desgastado pelo álcool e pela doença, Verlaine morreu aos 51 anos, em 8 de janeiro de 1896, por pneumonia aguda. Ele foi enterrado em Paris no cemitério de Batignolles.

## Início da vida
Nascido em Metz, Verlaine frequentou o Liceu Bonaparte (atual Liceu Condorcet), em Paris, e depois começou a trabalhar como funcionário público. Começou a escrever poesia cedo, e foi inicialmente influenciado pelo parnasianismo e seu líder, Charles Leconte de Lisle. A primeira obra publicada de Verlaine, Poèmes saturniens (1866), apesar da crítica negativa de Sainte-Beuve, estabeleceu-o como um poeta original e com um futuro promissor.

## Casamento e serviço militar
A vida particular de Verlaine invadiu seu trabalho, começando pelo seu amor por Mathilde Mauté. Mauté tornou-se sua esposa em 1870. Na proclamação da Terceira República no mesmo ano, Verlaine juntou-se ao 160º batalhão da Guarda nacional, e tornou-se Communard em 18 de março de 1871. 
Ele veio a ser chefe do escritório de imprensa do Comitê Central da Comuna de Paris. Verlaine escapou das mortais lutas de rua conhecidas como Semana Sangrenta, ou Semaine Sanglante, e foi esconder-se no Pas-de-Calais.

## Prisão
Verlaine voltou a Paris em agosto de 1871 e, em setembro, recebeu a primeira carta do poeta
Arthur Rimbaud. Em 1872, ele já havia perdido interesse em Mathilde, e logo abandonou-a com seu filho, preferindo a companhia do seu novo amigo. A tempestuosa relação entre Rimbaud e Verlaine levou-os a Londres, em 1872. Em julho de 1872, estando ambos na Grand Place, em Bruxelas, numa crise de desespero Verlaine disparou dois tiros de pistola sobre Rimbaud, atingindo o seu pulso, mas sem causar sérios danos. Como resultado indireto desse acidente, Verlaine foi preso e encarcerado em Mons, onde ele experimentou uma conversão à Igreja Católica, o que novamente influenciou suas obras e provocou críticas afiadas de Rimbaud. "Romances sans paroles" foi o resultado poético deste período. Depois de sair da prisão, Verlaine viajou novamente para Inglaterra, onde trabalhou por alguns anos como professor e produziu outra obra de sucesso, Sagesse. Voltou a França em 1877 e, 
enquanto ensinava Inglês  numa escola em Rethel, apaixonou-se por um dos seus alunos, Lucien Létinois, que foi quem o inspirou a escrever os seus próximos poemas. Verlaine ficou devastado quando o garoto morreu de tifo em 1883.

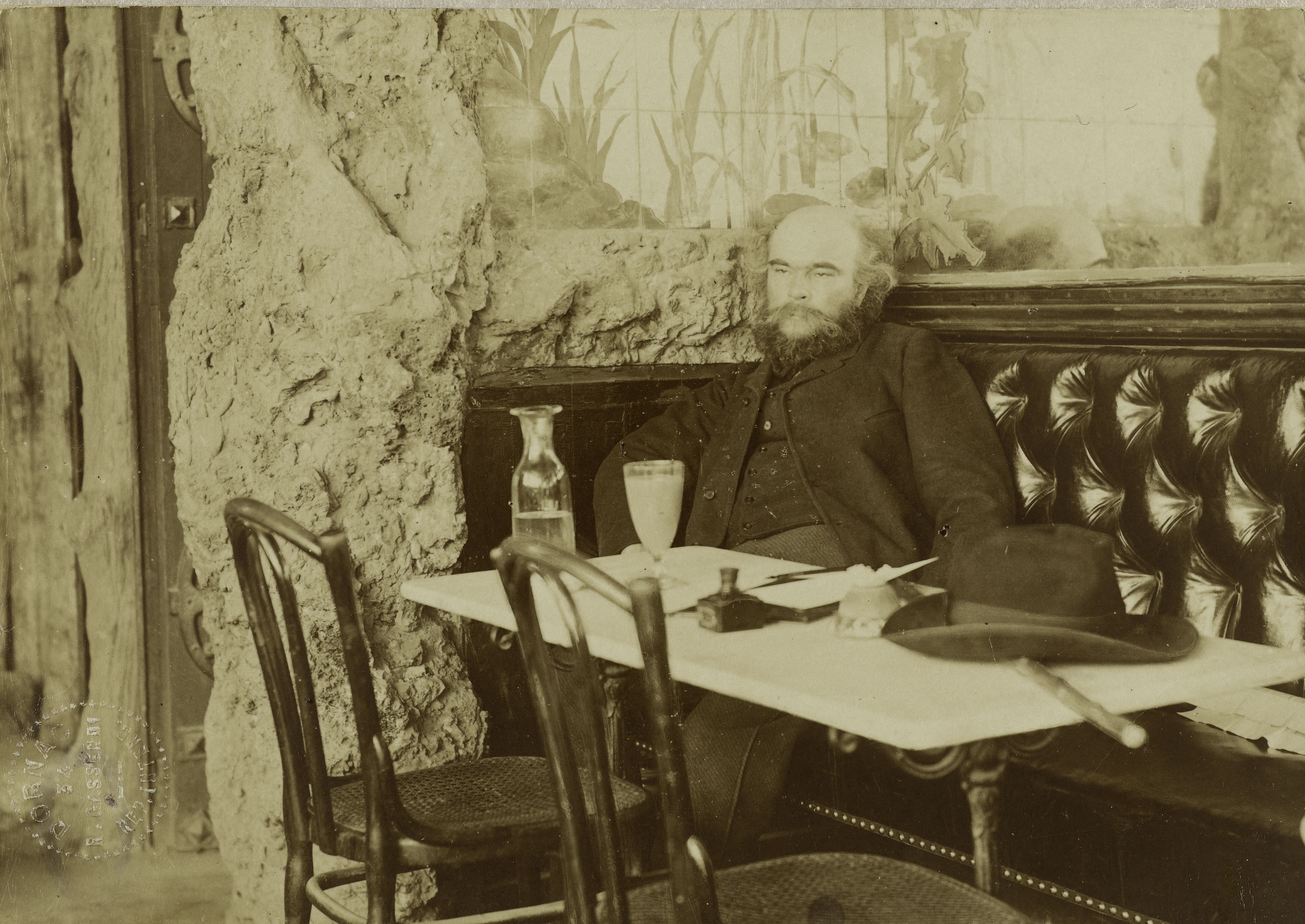
Verlaine em um café.

## Anos finais
Os últimos anos de Verlaine testemunharam dependência de drogas, alcoolismo e pobreza. Ele viveu em bairros pobres e hospitais públicos, e passava os dias a beber absinto em cafés parisienses. Por sorte, o amor à arte dos franceses foi capaz de lhe dar apoio e alguma ajuda financeira:  as suas poesias antigas foram redescobertas, o seu estilo de vida e estranho comportamento em frente a plateias atraíram admiração, e em 1894 ele foi eleito "Príncipe dos Poetas" de França. A sua poesia foi admirada e reconhecida como inovadora, servindo de fonte de inspiração para famosos compositores, como Gabriel Fauré, que transformou vários dos seus poemas em música, incluindo La bonne chanson, e Claude Debussy, que tornou música cinco dos poemas de Fêtes galantes. Paul Verlaine morreu em Paris com 52 anos de idade, a 8 de janeiro de 1896, e foi enterrado no Cimetière des Batignolles.

## Estilo
Muito da poesia francesa produzida durante o fin de siècle (fim do século - movimento cultural francês que aconteceu entre 1880 e o começo da Primeira Guerra Mundial), foi caracterizado como "decadente" por seu conteúdo chocante ou visão moral. Em uma veia parecida, Verlaine 
usou a expressão poète maudit ("poeta maldito") em 1884 para se referir a um número de poetas como Stéphane Mallarmé e Arthur Rimbaud que haviam lutado contra convenções poéticas e reprimendas sociais sofridas ou foram ignorados pelos críticos. Mas com a publicação do Manifesto Simbolista de Jean Moréas em 1886, foi o termo simbolismo que começou a ser mais aplicado ao novo ambiente literário. Juntamente com Verlaine, Mallarmé, Rimbaud, Paul Valéry, Albert Samain e muitos outros começaram a ser chamados de "Simbolistas". Esses poetas iriam, de vez em quando, compartilhar temas correspondentes às estéticas de Schopenhauer e noções de desejo, fatalidade e forças inconscientes, e temas de sexo
(como prostitutas), a cidade, fenômenos irracionais (delírios, sonhos, narcóticos e álcool), e às vezes um vago contexto medieval. Na poesia, o procedimento simbolista era usar discretas sugestões ao invés de precisas declarações (a retórica foi banida) e invocar humores e sentimentos através da mágica de palavras e sons 
repetidos, da cadência do verso (musicalidade) e da inovação métrica.

## Representação
Vários artistas pintaram  o seu retrato. Entre os mais ilustres estão Henri Fantin-Latour, Antonio de La Gandara, Eugène Carrière, Frédéric Cazalis, e Théophile-Alexandre Steinlen. O tempo que Rimbaud e Verlaine passaram juntos foi o tema do filme Total Eclipse (1995), dirigido por Agnieszka Holland e com roteiro de Christopher Hampton, baseado na sua peça, Verlaine, foi interpretado por David Thewlis.

## Retratos
Numerosos artistas pintaram o retrato de Verlaine. Entre os mais ilustres estavam Henri Fantin-Latour, Antonio de la Gándara, Eugène Carrière, Gustave Courbet, Frédéric Cazalis e Théophile-Alexandre Steinlen.

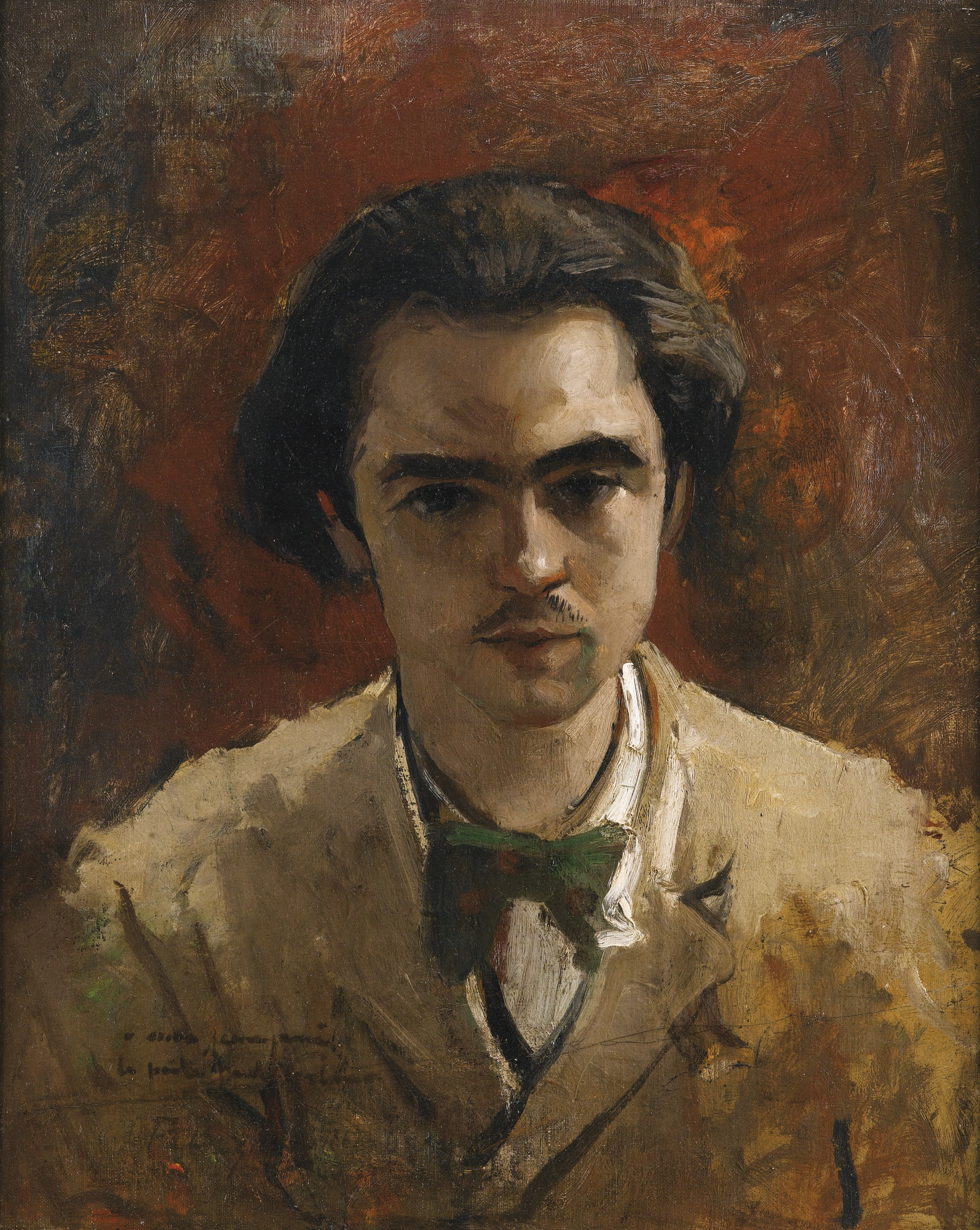
por  Frédéric Bazille 1867
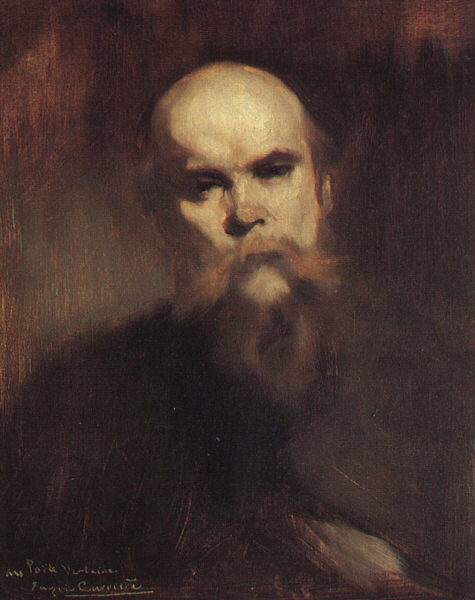
por Eugène Carrière 1890
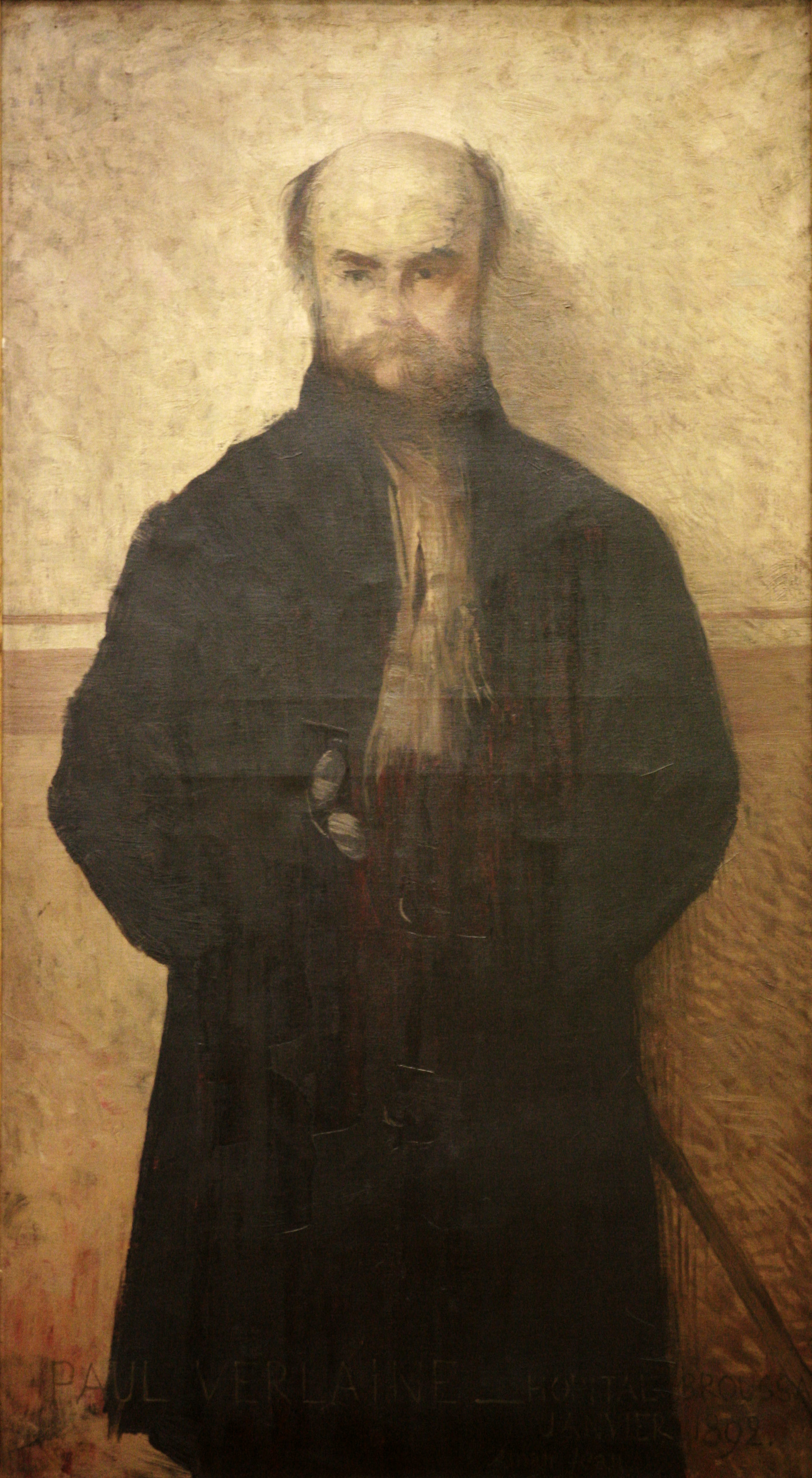
por Edmond Aman-Jean 1892
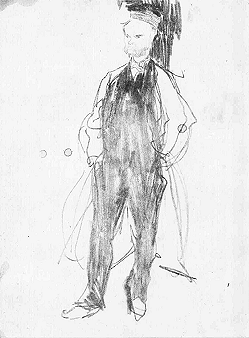
por Isaac Israëls 1892
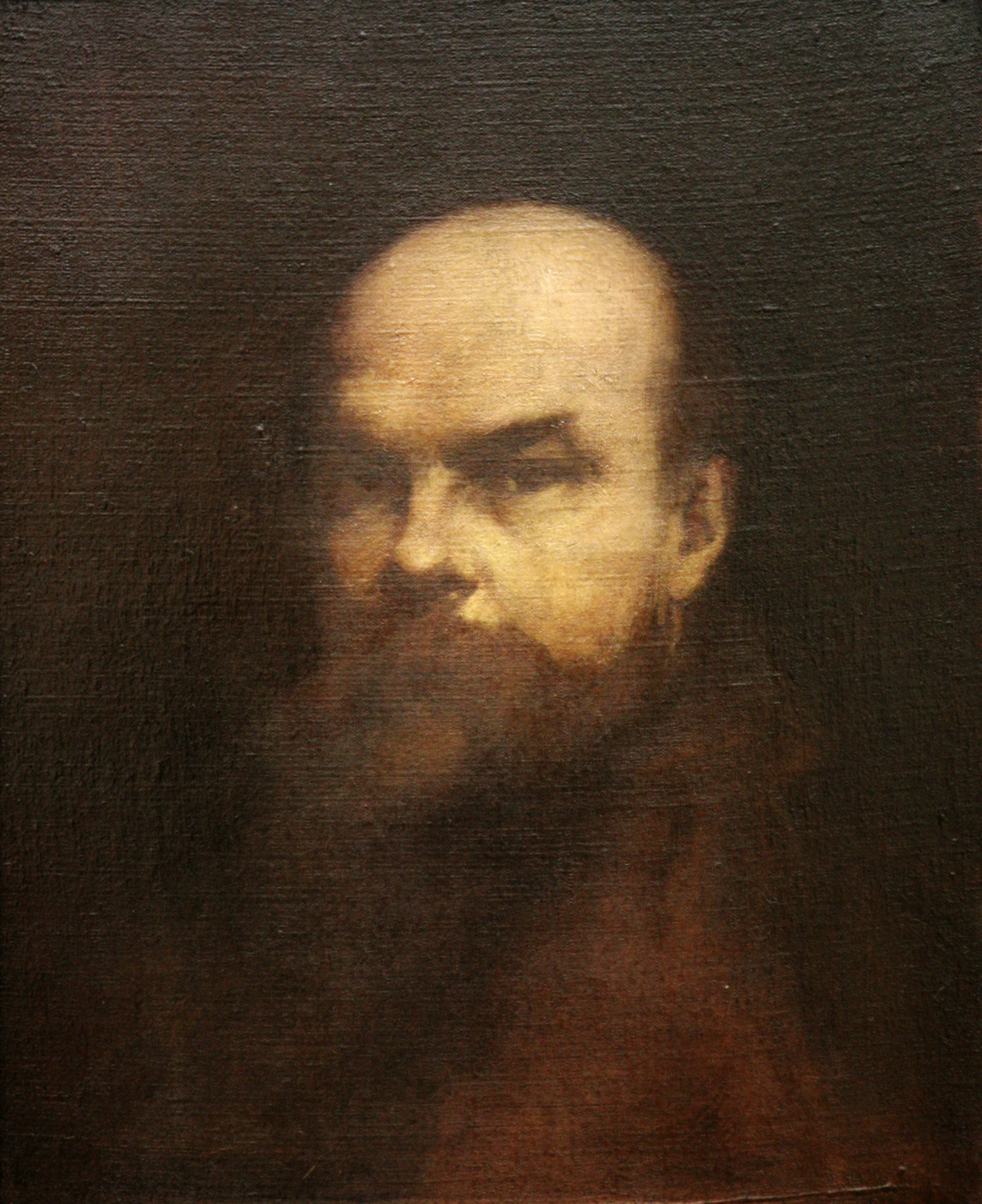
por Edouard Chantalat 1898 Póstumo, a partir de uma fotografia.

## Obras

### Poesias
- Poèmes saturniens (1866)
- Les Amies (1867)
- Fêtes galantes (1869)
- La Bonne chanson (1870)
- Romances sans paroles (1874)
- Art Poétique (1874)
- Sagesse (1880)
- Jadis et naguère (1884)
- Amour (1888)
- Parallèlement (1889)
- Dédicaces (1890)
- Femmes (1890)
- Hombres (1891)
- Bonheur (1891)
- Chansons pour elle (1891)
- Liturgies intimes (1892)
- Élégies (1893)
- Odes en son honneur (1893)
- Dans les limbes (1894)
- Épigrammes (1894)
- Chair (1896)
- Invectives (1896)
- Biblio-sonnets (1913)
- Œuvres oubliées (1926-1929)
- Cellulairement

### Prosa
- Les Poètes maudits (1884)
- Louise Leclercq (1886)
- Les Mémoires d’un veuf (1886)
- Mes hôpitaux (1891)
- Mes prisons (1893)
- Quinze jours en Hollande (1893)
- Vingt-sept biographies de poètes et littérateurs (em Les Hommes d’aujourd’hui)
- Confessions (1895)